# Indywidualne Mistrzostwa Szwecji na Żużlu 1971
Indywidualne Mistrzostwa Szwecji na Żużlu 1971 – cykl turniejów żużlowych, mających wyłonić najlepszych żużlowców szwedzkich. Tytuł wywalczył Ove Fundin (Kaparna Göteborg).

## Finał
- Sztokholm, 2 października 1971

| Msc. | Zawodnik           | Klub                 | Pkt   |  |  |
| ---- | ------------------ | -------------------- | ----- |  |  |
| 1    | Göte Nordin        | Kaparna Göteborg     | 14 +3 |  |  |
| 2    | Anders Michanek    | Getingarna Sztokholm | 14 +2 |  |  |
| 3    | Leif Enecrona      | Getingarna Sztokholm | 12 +3 |  |  |
| 4    | Hans Holmqvist     | Vargarna Norrköping  | 12 +2 |  |  |
| 5    | Lars Jansson       | Getingarna Sztokholm | 11    |  |  |
| 6    | Tommy Johansson    | Bysarna Visby        | 11    |  |  |
| 7    | Jan Simensen       | Lejonen Gislaved     | 8     |  |  |
| 8    | Bengt Jansson      | Kaparna Göteborg     | 8     |  |  |
| 9    | Christer Löfqvist  | Bysarna Visby        | 7     |  |  |
| 10   | Bernt Persson      | Indianerna Kumla     | 6     |  |  |
| 11   | Sören Sjösten      | Bysarna Visby        | 5     |  |  |
| 12   | Bengt Larsson      | Örnarna Mariestad    | 4     |  |  |
| 13   | Sven Inge Svensson | Njudungarna Vetlanda | 3     |  |  |
| 14   | Tommy Jansson      | Smederna Eskilstuna  | 3     |  |  |
| 15   | Lars Åke Andersson | Njudungarna Vetlanda | 2     |  |  |
| 16   | Runo Wedin         | Vargarna Norrköping  | 0     |  |  |